# كريستينا كيس
كريستينا كيس هي لاعبة كرة قدم كندية، ولدت في 13 فبراير 1981 في أوتاوا في كندا.

## روابط خارجية
- كريستينا كيس على موقع الاتحاد الدولي (مؤرشف)  (الإنجليزية)
- كريستينا كيس على موقع قاعدة بيانات كرة القدم.إي يو (الإنجليزية)
- كريستينا كيس على موقع Soccerway.com (الإنجليزية)
- كريستينا كيس على موقع عالم كرة القدم.نت (الإنجليزية)
- كريستينا كيس على موقع اللجنة الأولمبية الكندية (الإنجليزية)